# Víctor Heredia
Víctor Heredia (Buenos Aires, 24 de janeiro de 1947) é um cantor argentino.
Nasceu no bairro de Monserrat.
Na adolescência, estudou piano e violão. Ainda muito jovem se apresentou em programas televisivos como: "Guitarreada Crush", "Sábados Circulares de Mancera" e "Contrapunto".
Cursou a Faculdade de Filosofia e Letras até o terceiro ano, abadonando os estudos para dedicar-se definitivamente à música.
Seu primeiro grande sucesso foi no Festival de Música de Cosquín de 1967, com a canção: "El viejo Matías".
No início da carreira atuava em parceria com Joan Manuel Serrat.
Ganhou o prêmio de "Melhor Interprete e Compositor", com a canção: "Muchacho campesino" no Festival de Agua Dulce, realizado no Peru.
Depois representou a Argentina no Festival de La OTI, interpretando a canção "Sabes, Aquí estamos, América", depois se apresentou em Viña del Mar, onde teve contato com Salvador Allende.
Devido ao Golpe de Estado na Argentina em 1976, mudou-se para a Espanha, onde gravou o disco: "Ya lo ves, amanece".
Ao regressar regressar à Argentina, se apresentou, juntamente com cantor cubano Silvio Rodríguez, cantando a música: "Todavía cantamos", que apoiava a luta das Mães da Praça de Maio.
Fez apresentações juntamente com "Los Zupay" e César Isella, no Estádio Luna Park.
Em 1985, lançou o disco: "Coraje".
Depois, lançou: "Taki Ongoy".
Quando completou vinte anos de carreira, foi lançado o livro: "Todavía Cantamos", de Gustavo Bonifacini, que conta a sua vida.
Em 1999, se apresentou em Cuba.
Em 2000, se apresentou na Colômbia em um evento pela pacificação do país que também contou a presença de Pablo Milanés, Alberto Cortez, Facundo Cabral, Vicente Feliú, Andrés Cepeda e León Gieco.
Em outubro de 2001, lançou o disco: "Entonces".
Em 2001, fez apresentações pelo interior da Argentina, na Bolívia, em Tenerife (Espanha), Colômbia e Costa Rica, en donde visita por primera vez.
Em 2004, a canção "Bailando con tu sombra", composta por Víctor e interpretada por Abel Pintos, venceu o Festival da Canção de Viña del Mar.
Foi um dos que apoiaram posteriormente o Manifesto do Nuevo Cancionero.

## Discografia
- Gritando Esperanzas, 1968
- Víctor Heredia, 1969
- El Viejo Matías, 1970
- De Donde Soy, 1971
- Razones, 1973
- Víctor Heredia Canta Pablo Neruda, 1974
- Bebe En Mi Cántaro, 1975
- Paso Del Rey, 1976
- Cuando Yo Digo Mujer, 1977
- Que Hermosa Canción, 1978
- Ya Lo Ves, Amanece, 1981
- Puertas Abiertas, 1982
- Recital, 1982
- Víctor Heredia Canta Pablo Neruda (Versión nueva), 1983
- Aquellos Soldaditos De Plomo, 1983
- Sólo quiero la vida, 1984
- Coraje! , 1985
- Taki Ongoy, 1986
- Un Día de Gracia, 1987
- Memoria, 1988
- Carta De Un Náufrago, 1991
- Mientras Tanto, 1992
- Síndrome De Amor, 1994
- Víctor Heredia En Vivo En La Trastienda, 1995
- De Amor y De Sangre, 1996
- Marcas, 1998
- RCA Club – Víctor Heredia, 1998
- Heredia En Vivo 1 y 2, 2000
- Entonces, 2001
- Fenix, 2003
- Tiernamente Amigos, 2005
- Ciudadano, 2008